# Drosia (Chalkida)
Drosia  este un oraș în Grecia.